# .300 Remington Ultra Magnum
.300 Remington Ultra Magnum (также .300 Rem Ultra Mag, .300 RUM, .300 Ремингтон ультра-магнум, 7,62×72 мм) — винтовочный патрон американского происхождения, один из наиболее мощных среди всех боеприпасов калибра 7-8 мм.

## История
Патрон .300 Remington Ultra Magnum был разработан известной американской фирмой Remington Arms Company сравнительно недавно, в 1998 году, и на следующий год пущен в серийное производство. Цель была — создать патрон широко распространённого калибра .308 (7,62 мм), который по мощности превосходил бы все другие боеприпасы этого калибра.
За основу при создании была взята гильза довольно малоизвестного крупнокалиберного охотничьего патрона .404 Jeffery, от которой, однако, отошли весьма далеко. Форма гильзы стала нестандартной для высокомощных боеприпасов. Конструкторы отказались от «магнумовского» пояска, бывшего непременным атрибутом всех «магнумов», начиная с известного патрона .375 Н&Н Magnum. Увеличение объёма гильзы было достигнуто за счёт очень крутого плеча гильзы. Характерная особенность патрона .300 Remington Ultra Magnum — диаметр гильзы получился несколько больше, чем диаметр основания.
Практически одновременно с патроном .300 Remington Ultra Magnum, фирма Ремингтон начала продвигать на рынке и оружие под него.

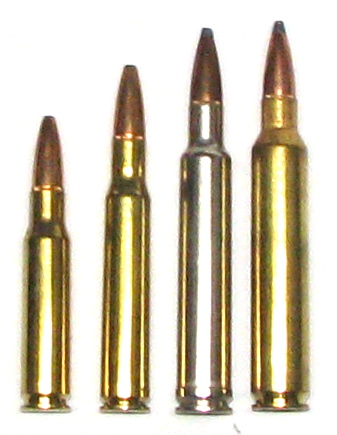
Слева направо: патрон .308 Winchester, .30-06 Springfield,, .300 Remington Ultra Magnum

## Особенности и применение
.300 Remington Ultra Magnum — один из наиболее мощных патронов для гражданского оружия. По объёму гильзы он уступает только патрону .30-378 Weatherby Magnum, причём по мощности превосходит последний примерно на 10 %. Большой объём гильзы в сочетании со сравнительно лёгкой пулей относительно небольшого калибра сделали патрон одним из рекордсменов по начальной скорости пули — до 1200 м/с при некоторых типах снаряжения. Благодаря этому удалось добиться исключительно пологой траектории полёта пули и высокой кучности боя на больших дистанциях. При этом пуля меньше подвержена воздействию бокового ветра, чем пуля патронов меньшего калибра. Все эти черты делают патрон .300 Remington Ultra Magnum очень подходящим боеприпасом для высокоточной стрельбы.
Так, даже на дистанции 1000 м его пуля сохраняет сверхзвуковую скорость. К примеру, при начальной скорости 990 м/с пуля весом 180 гран (11,7 г) сохраняет на этой дистанции скорость 480 м/с и теряет скорость до дозвуковой только к 1300 метрам.
Отдача при стрельбе .300 Remington Ultra Magnum (как, впрочем, и у всех патронов подобного класса) очень резкая и сильная. Она более, чем вдвое превосходит отдачу от патронов калибра .30-06 Springfield (которая считается довольно резкой), так что авторитетные американские авторы называют её неприемлемо сильной для большинства стрелков. Тем не менее, при ручном снаряжении этой проблемы можно в значительной степени избежать. Чтобы патрон полностью проявил все свои свойства, ствол оружия должен быть длиной не меньше 26 дюймов (66 см), а лучше иметь ствол до 70 см и длиннее.

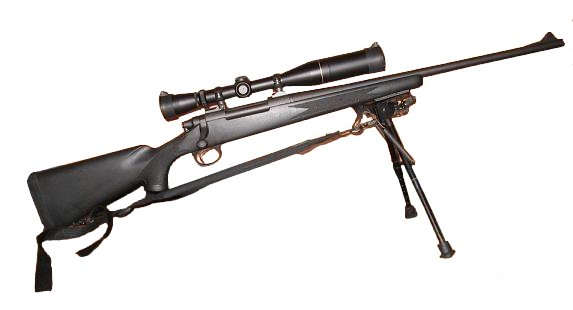
Карабин широко распространённой в США модели Remington 700 — одна из первых моделей оружия, модифицированных под патрон .300 Remington Ultra Magnum

Характерная черта патрона — диаметр гильзы больше, чем её основание (которое точно такое же, как у стандартных американских «магнумов», например .300 Winchester Magnum) — даёт некоторое преимущество, поскольку позволяет использовать патрон .300 Remington Ultra Magnum в оружии со стандартным «магнумовским» затвором. Но эта же черта оборачивается серьёзным недостатком, поскольку патрон нередко трудно извлечь. По этой причине его не рекомендуют для опасных и ответственных охот.
Основная сфера применения патрона — спортивная стрельба, а также охота (прежде всего такая, при которой требуется точная стрельба на очень большое расстояние, например в горах). Убойность пули (энергия в пределах 5-6 кДж) достаточна для охоты на любую среднюю и крупную дичь Северного полушария. На малых дистанциях следует учитывать чрезвычайно мощное фугасное действие пули, которая может сильно рвать тушу дичи.
Военного применения патрон не имеет.
Оружие под патрон .300 Remington Ultra Magnum — в первую очередь, магазинные длинноствольные винтовки (широкую известность получила, например, винтовка Remington 700 с длиной ствола 66 см).